# 大巴尔卡尼
大巴尔卡尼，是匈牙利诺格拉德州所辖的一个村。总面积8.84平方公里，总人口658，人口密度74.4人/平方公里（2011年1月1日）。